# 人馬座A*
人馬座A*（Sagittarius A*，簡寫為Sgr A*，星號*讀作「star」或「星」）是個位於銀河系中心的超大質量黑洞。它位於星座人馬座和天蠍座的邊界附近，大約位於黃道以南5.6°，視覺上接近蝴蝶星團（M6）和尾宿八（天蠍座λ）。
這顆天體是明亮緻密的電波源。人馬座A*的名字有其歷史淵源。在 1954年，約翰·丹尼爾·克勞斯、柯賢清（Hsien-Ching Ko）和肖恩·馬特（Sean Matt）列出了他們用俄亥俄州立大學電波望遠鏡在250MHz下確定的電波源。這些電波源按星座排列，並隨意的分配字母來標示，但字母A通常表示星座內最亮的電波源。星號*是因為它的發現被認為是「令人興奮的」。這與用星號表示激發態原子的命名法一致（例如，氦的激發態為He*）。星號是羅伯特·L·布朗於1982年設置，他知道，銀河系中心最强的電波發射似乎是源自於一個緊湊的非熱射電體。
它是非常光亮及緻密的無線電波源，大約每11分鐘自轉一圈。人馬座A*是目前人類觀測到离地球最近，被认为是研究黑洞物理的最佳目标。
對圍繞人馬座A*運行的幾顆恆星的觀測，特別是S2，已被用來確定物體的質量和半徑上限。基於質量和日益精確的半徑值，天文學家得出結論：人馬座A*一定是銀河系中央的超大質量黑洞。其質量的當前值為4.154±0.014百萬太陽質量。
赖因哈德·根策尔和安德烈娅·盖兹因發現人馬座A*是一個超大質量緻密天體而獲得2020年諾貝爾物理學獎，而黑洞是當時唯一合理的解釋。
2022年5月12日，天文學家發佈於2017年4月使用全球射電天文臺網絡事件視界望遠鏡製作的人馬座A*視界周圍吸積盤的第一張影像，確認物體是黑洞。這是繼2019年M87的超大質量黑洞之後，確認的第二張黑洞影像。

## 觀察和描述

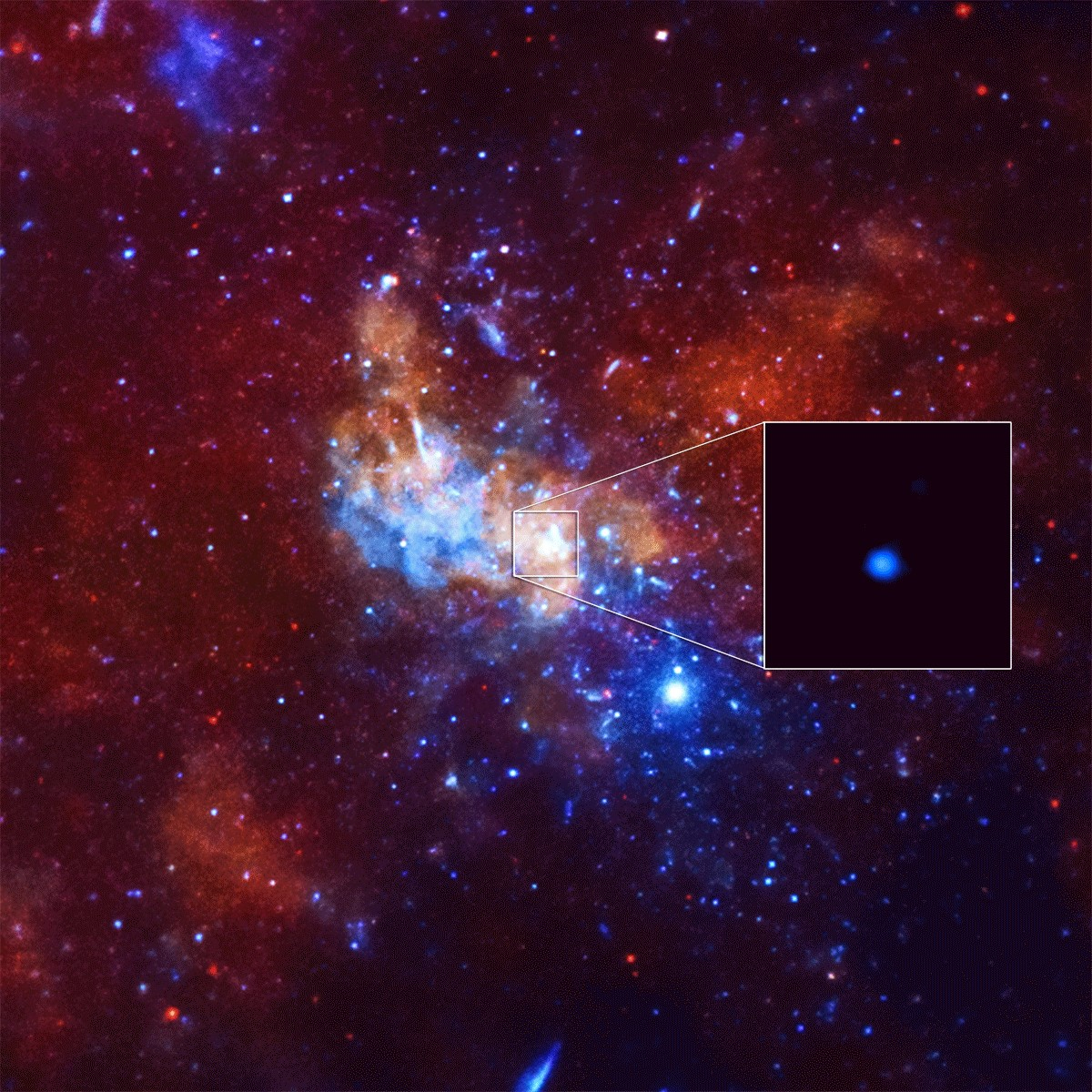
探測到來自Sgr A*異常明亮的X射線閃焰。

2022年5月12日，第一張人馬座A*的照片由事件視界望遠鏡的合作單位共同發佈。這張影像基於2017年拍攝的無線電干涉儀數據，證實該物體包含一個黑洞。這張影像經過五年的計算處理才得以完成。這些數據由位於六個地理位置的八架電波望遠鏡觀測站收集，經由孔徑合成數據獲得的電波影像，僅由來源穩定的夜間觀測數據生成。人馬座A*的無線電發射以分鐘為單位變化，使分析複雜化。
他們的結果給出了電波源的總體角大小為51.8±2.3 μas。在距離26,000光年（8,000秒差距）處，這相當於51.8 × 106（32.2 × 106英里）的直徑。相比之下，地球距離太陽 150 × 106（1.0天文單位；93 × 106英里），水星在近日點時距離太陽46 × 106 km（0.31 AU；29 × 106 mi）。人馬座A*每年的自行約為赤經 −2.70mas，赤緯 −5.6mas。該望遠鏡對這些黑洞的量測比以前更嚴格地檢驗了愛因斯坦的相對論，結果完全吻合。
2019年，使用安裝在飛機的同溫層紅外線天文台上的高解析度機載寬頻相機+（High-resolution Airborne Wideband Camera-Plus，HAWC +）進行的測量，發現磁場導致周圍的氣體和塵埃環，其溫度範圍為−280至17,500 °F（99.8至9,977.6 K；−173.3至9,704.4 °C），流入圍繞人馬座A*的軌道，維持著黑洞的低輻射。
因為光源和地球之間的塵埃和氣體消光的影響高達25星等，使得天文學家始終無法在可見光中觀察到人馬座A*。

## 超大質量黑洞假說
多個研究隊都嘗試利用甚長基線干涉儀（VLBI）以無線電頻譜拍攝人馬座A*的成像。以現今最高解像的量度（即波長1.3毫米），人馬座A*約有37微角秒的大小。按距離26000光年來計算，人馬座A*的直徑為4400萬公里，近0.3天文單位。地球與太陽的距離（1天文單位）約為1億5千萬公里；而水星最接近太陽的距離則為4600萬公里。
若人馬座A*剛好坐落在黑洞的中央，其大小會因重力透鏡效應而被放大。根據廣義相對論，若以4百萬太陽質量的黑洞來比較，人馬座A*的可觀測大小最少也是該黑洞史瓦西半徑的5.2倍。但是4百萬太陽質量的黑洞約有52微角秒，以人馬座A*的37微角秒來看，其大小明顯大了很多，所以相信人馬座A*的放射源並非在洞的中心，而是在周邊接近事件視界的光亮點，有可能是在吸積盤或由吸積盤噴出的相對論性噴流。
人馬座A*的質量估計為431 ± 38萬、或410 ± 60萬太陽質量。設這些質量被限制在4400萬公里直徑的球體內，其密度將會比以往估計的高出10倍。儘管可能有其他理論能解釋這種質量及大小，但人馬座A*萎縮成一個超大質量黑洞的時間應比銀河系的壽命短。
現時已有對黑洞本身的直接觀測，相關照片發布於2022年5月12日，但在此前，觀測紀錄就已顯示應有一個黑洞位於人馬座A*附近。目前所探測到的無線電波及紅外線能量等等，乃是從掉入黑洞時被加熱至幾百萬度的氣體及塵埃所發出。黑洞本身相信只會發出霍金輻射。

## 觀測歷史
卡尔·央斯基被認為是射電天文學之父，他於1933年4月發現射電信號來自人馬座方向的某個位置，指向銀河系的中心。無線電源後來被稱為人馬座A。他的觀察結果並沒有像我們現在所知的銀河中心那樣向南延伸。Jack Piddington和Harry Minnett在悉尼Potts Hill水庫使用CSIRO射電望遠鏡進行的觀測發現了一個離散且明亮的“人馬座-天蠍座”射電源，在使用80-英尺（24-）的CSIRO多佛高地的射電望遠鏡進一步觀察後，在給《自然》的一封信中被確定為可能的銀河中心。

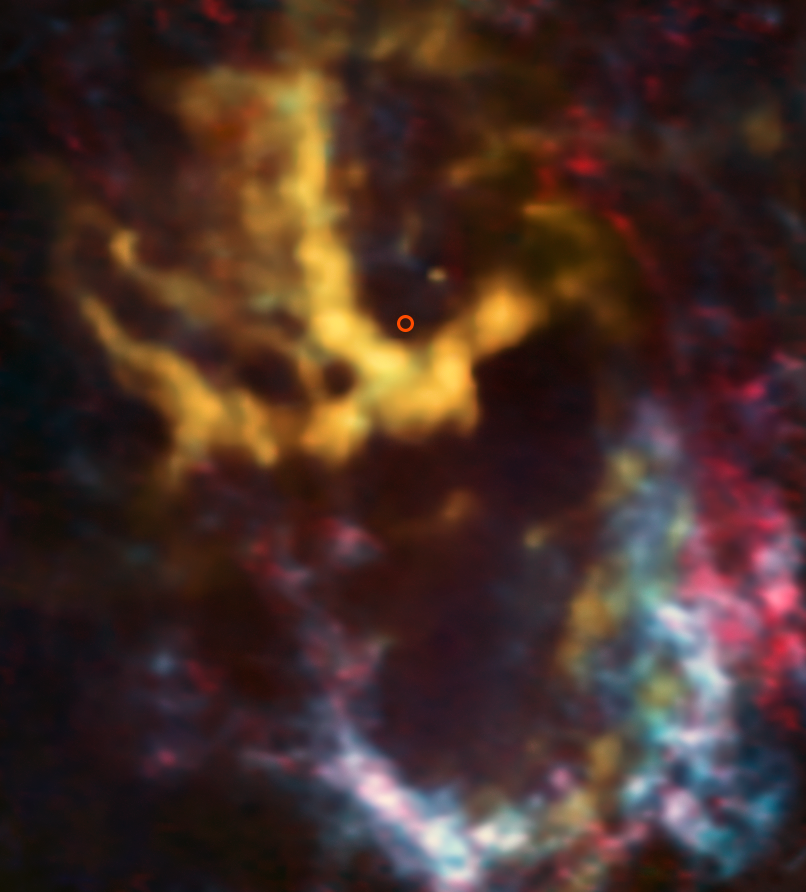
ALMA對富含分子氫的氣體雲的觀測，人馬座A*周圍的區域被圈出

後來的觀察表明，人馬座A實際上由幾個重疊的子成分組成； 1974年2月13日至15日，天文學家布魯斯·巴利克（Bruce Balick）和羅伯特·布朗（Robert Brown）使用美国国家射电天文台的基線干涉儀發現了一個明亮且非常緊湊的組件Sgr A*。Sgr A*這個名字是布朗在1982年的一篇論文中創造的，因為射電源是“激发的”，並且激发态原子被用星號来表示。
马克斯·普朗克地外物理研究所由Rainer Schödel所帶領的國際研究隊觀測了接近人馬座A*的星體S2達十年，於2002年10月16日公佈人馬座A*為一大質量致密體的證據。從S2的克卜勒軌道計算，人馬座A*的質量為260 ± 20萬太陽質量，半徑為120天文單位。其後的觀測估計人馬座A*的質量應為410萬太陽質量，體積半徑少於45天文單位。
於2004年11月，天文學家發現可能是中介質量黑洞的GCIRS 13E，其軌道距人馬座A*約3光年。GCIRS 13E的質量為1300太陽質量，屬於有7個恆星的星團。這次觀測支持了超大質量黑洞會吸收周邊較細小黑洞及星體來增長的說法。
經過觀測人馬座A*16年，相信其質量為431 ± 38萬太陽質量。研究人員赖因哈德·根策尔認為已有初步證據證明超大質量黑洞的存在。
在2015年1月5日，NASA報告說觀測到人馬座A*的X射線閃焰破紀錄的比平常亮了400倍。天文學家宣稱，這種不尋常的事件可能是由於一顆小行星落入黑洞被扯碎，或者是因氣體流入人馬座A*引發磁力線糾纏造成的。
2019年5月13日，天文學家使用凱克天文台目睹了人馬座A*突然變亮，比平時亮75倍，這表明超大質量黑洞可能遇到了另一個天體。
2022年5月12日，事件視界望遠鏡（EHT）發表直接觀測人馬座A*的影像，直接證實了位於銀河系中間的人馬座A*為直徑約6,000萬公里的黑洞，此為人類第2次成功捕捉黑洞影像，對人馬座A*的觀測與對M87星系中心黑洞的觀測同時展開；然而儘管距離較近，但由於人馬座A*的中心黑洞體積較小，以致周遭氣體的公轉速度快上許多之故，因此人馬座A*成像難度也較高，而這樣的技術問題，也使得人馬座A*的相關照片較晚發布。

## 延伸阅读
- Melia, Fulvio. . Princeton: Princeton University Press. 2003. ISBN 978-0691095059.
- Backer, D. C.; Sramek, R. A. . The Astrophysical Journal. 1999-10-20, 524 (2)  [2022-05-15]. Bibcode:1999ApJ...524..805B. ISSN 0004-637X. S2CID 18858138. arXiv:astro-ph/9906048 . doi:10.1086/307857. （原始内容存档于2022-05-15） （英语）.
- Doeleman, Sheperd S.; Weintroub, Jonathan; Rogers, Alan E. E.; Plambeck, Richard; Freund, Robert; Tilanus, Remo P. J.; Friberg, Per; Ziurys, Lucy M.; Moran, James M.; Corey, Brian; Young, Ken H. . Nature. 2008-09, 455 (7209)  [2022-05-15]. Bibcode:2008Natur.455...78D. ISSN 0028-0836. PMID 18769434. S2CID 4424735. arXiv:0809.2442 . doi:10.1038/nature07245. （原始内容存档于2022-05-15） （英语）.
- Eckart, A.; Schödel, R.; Straubmeier, C. . London: Imperial College Press. 2005.
- Eisenhauer, F.; Schdel, R.; Genzel, R.; Ott, T.; Tecza, M.; Abuter, R.; Eckart, A.; Alexander, T. . The Astrophysical Journal. 2003-11-10, 597 (2)  [2022-05-15]. Bibcode:2003ApJ...597L.121E. ISSN 0004-637X. S2CID 16425333. arXiv:astro-ph/0306220 . doi:10.1086/380188. （原始内容存档于2022-05-15） （英语）.
- Akiyama, Kazunori; Alberdi, Antxon; Alef, Walter; Asada, Keiichi; Azulay, Rebecca; Baczko, Anne-Kathrin; Ball, David; Baloković, Mislav; Barrett, John; Bintley, Dan; Blackburn, Lindy. . The Astrophysical Journal. 2019-04-10, 875 (1)  [2022-05-15]. Bibcode:2019ApJ...875L...1E. ISSN 2041-8213. S2CID 145906806. arXiv:1906.11238 . doi:10.3847/2041-8213/ab0ec7. （原始内容存档于2019-11-08） （英语）.
- Ghez, A. M.; Duchêne, G.; Matthews, K.; Hornstein, S. D.; Tanner, A.; Larkin, J.; Morris, M.; Becklin, E. E.; Salim, S.; Kremenek, T.; Thompson, D. . The Astrophysical Journal. 2003-04-01, 586 (2)  [2022-05-15]. Bibcode:2003ApJ...586L.127G. S2CID 11388341. arXiv:astro-ph/0302299 . doi:10.1086/374804. （原始内容存档于2022-05-15）.
- Ghez, A. M.; Salim, S.; Weinberg, N. N.; Lu, J. R.; Do, T.; Dunn, J. K.; Matthews, K.; Morris, M. R.; Yelda, S.; Becklin, E. E.; Kremenek, T. . The Astrophysical Journal. 2008-12-20, 689 (2)  [2022-05-15]. Bibcode:2008ApJ...689.1044G. ISSN 0004-637X. S2CID 18335611. arXiv:0808.2870 . doi:10.1086/592738. （原始内容存档于2022-05-22） （英语）.
- Gillessen, S.; Eisenhauer, F.; Trippe, S.; Alexander, T.; Genzel, R.; Martins, F.; Ott, T. . The Astrophysical Journal. 2009-02-20, 692 (2)  [2022-05-15]. Bibcode:2009ApJ...692.1075G. ISSN 0004-637X. S2CID 1431308. arXiv:0810.4674 . doi:10.1088/0004-637X/692/2/1075. （原始内容存档于2022-05-12）.
- Melia, Fulvio. . Princeton: Princeton University Press. 2007. ISBN 978-0-691-13129-0.
- O'Neill, Ian. . Universe Today. 2008-12-10  [2022-05-15]. （原始内容存档于2022-05-15） （美国英语）.
- Osterbrock, Donald E. & Ferland, Gary J.  2nd. University Science Books. 2006. ISBN 978-1-891389-34-4.
- Reid, M. J.; Brunthaler, A. . The Astrophysical Journal. 2004-12, 616 (2)  [2022-05-15]. Bibcode:2004ApJ...616..872R. ISSN 0004-637X. S2CID 16568545. arXiv:astro-ph/0408107 . doi:10.1086/424960. （原始内容存档于2022-05-15） （英语）.
- Reynolds, Christopher S. . Nature. 2008-09, 455 (7209)  [2022-05-15]. Bibcode:2008Natur.455...39R. ISSN 0028-0836. PMID 18769426. S2CID 205040663. doi:10.1038/455039a. （原始内容存档于2022-03-18） （英语）.
- Schödel, R.; Ott, T.; Genzel, R.; Hofmann, R.; Lehnert, M.; Eckart, A.; Mouawad, N.; Alexander, T.; Reid, M. J.; Lenzen, R.; Hartung, M. . Nature. 2002-10, 419 (6908)  [2022-05-15]. Bibcode:2002Natur.419..694S. ISSN 0028-0836. PMID 12384690. S2CID 4302128. arXiv:astro-ph/0210426 . doi:10.1038/nature01121. （原始内容存档于2022-04-01） （英语）.
- Schödel, R.; Merritt, D.; Eckart, A. . Astronomy & Astrophysics. 2009-07, 502 (1). Bibcode:2009A&A...502...91S. ISSN 0004-6361. S2CID 219559. arXiv:0902.3892 . doi:10.1051/0004-6361/200810922.
- Wheeler, J. Craig.  2nd. Cambridge, UK: Cambridge University Press. 2007. ISBN 978-0-521-85714-7.

## 外部連結
- UCLA Galactic Center Group – latest results （页面存档备份，存于） retrieved 8/12/2009
- Is there a Supermassive Black Hole at the Center of the Milky Way? （页面存档备份，存于） (arXiv preprint)
- 2004 paper deducing mass of central black hole from orbits of 7 stars （页面存档备份，存于） (arXiv preprint)
- ESO video clip of orbiting star （页面存档备份，存于） (533 KB MPEG Video)
- The Proper Motion of Sgr A* and the Mass of Sgr A* （页面存档备份，存于） (PDF)
- NRAO article （页面存档备份，存于） regarding VLBI radio imaging of Sgr A*
- Peering into a Black Hole （页面存档备份，存于）, 2015 New York Times video
- Image of supermassive black hole Sagittarius A* (2022) （页面存档备份，存于）, Harvard Center for Astrophysics
- YouTube上的Video (65:30) – EHT conference presenting first image of Sgr A* (NSF; 12 May 2022)